# Hrabstwo Washington (Maine)
Hrabstwo Washington (ang. Washington County) – hrabstwo w stanie Maine w Stanach Zjednoczonych. Zostało założone w 1789 roku.

## Geografia
Obszar całkowity hrabstwa obejmuje powierzchnię 3254,91 mil² (8430,18 km²). Według szacunków United States Census Bureau w roku 2009 miało 32 107 mieszkańców. Jego siedzibą administracyjną jest Machias.

### Miasta
- Addison
- Alexander
- Baileyville
- Beals
- Beddington
- Calais
- Charlotte
- Cherryfield
- Columbia
- Columbia Falls
- Cooper
- Crawford
- Cutler
- Danforth
- East Machias
- Eastport
- Harrington
- Jonesboro
- Jonesport
- Lubec
- Machias
- Machiasport
- Marshfield
- Meddybemps
- Milbridge
- Northfield
- Pembroke
- Perry
- Princeton
- Robbinston
- Roque Bluffs
- Steuben
- Talmadge
- Topsfield
- Vanceboro
- Waite
- Wesley
- Whiting
- Whitneyville

### CDP
- Lubec
- Machias
- Woodland